# Volodymyr Jaksmanyc'kyj
Volodymyr Ivanovyč Jaksmanyc'kyj (in ucraino Володимир Іванович Яксманицький? angl. Volodymyr Yaksmanytskiy; Mariupol', 4 febbraio 1977) è un ex calciatore ucraino, di ruolo difensore.

## Carriera

### Club
Durante la sua carriera da professionista ha vestito le maglie di Shakhtar Donetsk, Stal' Alčevs'k, Metalurh Donetsk (di cui fu capitano, Kryvbas, Illičivec' e Zorja.
Ha giocato 304 incontri e siglato 20 marcature giocando anche diversi incontri internazionali.
Nel maggio del 2003, quand'era ancora capitano del Metalurh Donetsk, Jaksmanyc'kyj subisce un infortunio al ginocchio durante la partita contro il Metalist Charkiv, poi vinta 3-2: viene operato in un ospedale di Kiev perdendo il finale di stagione in campionato. Il Metalurh Donetsk raggiunge il terzo posto in campionato, valido per la qualificazione in Europa nella stagione successiva.

### Nazionale
Ha indossato la maglia dell'Under-21 ucraina in 18 occasioni.